# LEGO Knights' Kingdom
Lego Knights' Kingdom è un videogioco in stile avventura dinamica uscito nel 2004 per Game Boy Advance. È il secondo videogioco inspirato all'omonima serie di giocattoli, dopo Lego Creator: Knights' Kingdom, ma mentre il primo si basa sulla prima versione di Knight's Kingdom, questo gioco si basa invece sulla seconda parte, l'arco 2004-2006 della serie.

## Modalità di gioco
Il gioco è un'avventura dinamica visto dall'alto in termini di telecamera, dove il giocatore controlla uno alla volta tra i quattro cavalieri (Jayco, Danju, Rascus e Santis) al servizio del Re Mathias. Vi sono nove livelli in tutto, dove il giocatore esplora, combatte contro i cavalieri neri al servizio di Lord Vladek, cavaliere rinnegato che ha tradito il Re, e compiendo certi obiettivi secondari.
Il gioco include anche una modalità Arena (disponibile anche in due giocatori), dove i personaggi competono tra di loro in tre modalità: 
- Hand to Hand Combat: i personaggi combattono usando solamente le loro spade.
- Jousting: come le classiche giostre dei cavalieri.
- Sword Lightning Combat: come la prima modalità, ma è possibile usare i fulmini con le proprie spade.

In questa modalità, è possibile giocare non solo nei panni di uno dei quattro cavalieri del Re, ma anche in quelli di Lord Vladek in persona, sbloccabile raccogliendo i suoi oggetti nella modalità Avventura.
Oltre alle modalità Storia e Torneo, vi è anche quella Sopravvivenza, dove il giocatore affronterà un'orda infinita di cavalieri neri. Tale modalità è disponibile solo dopo aver ottenuto i tre pezzi della Chiave Perduta.
Il giocatore muove il personaggio usando il d-pad e attaccando con il tasto A. Tenendo premuto il tasto A, il giocatore può eseguire un attacco fulmine con la spada; questo attacco, però, consuma parte della barra di potenza, nella parte inferiore della schermata, ricaricabile grazie ai cristalli che si trovano in giro per la mappa, o anche aspettando un po' di tempo. Sono cinque i tipi di fulmini che il giocatore può utilizzare:
- Blu: potenza standard
- Rosso: di una potenza superiore rispetto a quello blu.
- Arancione: esplosivo.
- Verde: si divide in tanti fulmini.
- Viola: si divide in tanti fulmini esplosivi, e consuma una grande quantità di energia.

Con il tasto R, è possibile spostarsi lateralmente con la spada, in modo da attaccare più agevolmente con l'attacco fulmine. Il tasto L permette di fare altrettanto, solo che invece attiva lo scudo che minimizza i danni.

### Modalità storia
1. The Trials of Jayko: il giocatore impersona Jayko nel tutorial, dove impara i concetti base. Il livello termina con Jayko che sconfigge in duello Vladek e viene incoronato cavaliere di Talonjay, ma Vladek, rimasto solo con re Mathias, re di Morcia, tradisce il proprio signore e lo imprigiona, prendendo il suo posto come re e dominando il regno intero col pugno di ferro.
2. Free the King!: i quattro cavalieri, Jayko, Rascus, Santis e Danju, devono liberare il loro re Mathias dalla prigione dove è stato rinchiuso dal traditore Vladek. Riescono a trovarlo e a uscire dalla prigione, poi si separano, in quanto Vladek possiede ora il Libro di Morcia, grazie al quale ora sta creando i cavalieri neri che ora lo servono. Completando questo livello si sbloccano le storie dei quattro cavalieri.
3. Sir Jayko's Story: il giocatore impersona Jayko della provincia di Talonjay.
4. Sir Rascus' Story: il giocatore impersona Rascus delle foreste di Banteras.
5. Sir Santis' Story: il giocatore impersona Santis della provincia di Orkosan.
6. Sir Danju's Story: il giocatore impersona Danju, che si dirige alle montagne di Alendan in cerca di una cura per il re.
7. The Desolate Moorlands: i quattro cavalieri di Mathias, riuniti raggiungono il loro re e lo guariscono: Mathias afferma che l'unico modo per contrastare il potere di Vladek, ora in possesso del Libro di Morcia, è il Cuore del magico Scudo delle Epoche. I quattro si dirigono così verso la Cittadella di Orlan, ma per arrivarci devono prima attraversare le Brughiere Desolate (Desolate Moorlands).
8. The Citadel of Orlan: i quattro cavalieri, raggiunta la Cittadella di Orlan, devono superare le trappole e i nemici della Cittadella. Il boss è il Guardiano, che si trasforma nel Cavaliere del Cuore. Jayko lo combatte, ma poi lo convince con la gentilezza a cedergli il Cuore dello Scudo delle Epoche.
9. The Grand Tournament: il livello finale del gioco, diviso in due fasi: nella prima, il giocatore impersona Santis, Rascus e Danju che devono trovare il Libro di Morcia, posseduto da Vladek e sorvegliato dai suoi cavalieri neri; nella seconda, Jayko, grazie al Cuore dello Scudo delle Epoche, partecipa al Gran Torneo che si tiene ogni anno, dove il vincitore verrà incoronato re. Jayko supera le varie prove, e infine affronta e sconfigge definitivamente Vladek. Re Mathias ritorna sul trono, e col Libro di Morcia nuovamente in suo possesso, i Cavalieri Neri scompaiono e Vladek viene esiliato. Il malvagio cavaliere, però, giura vendetta...

## Accoglienza
| Testata                            | Giudizio |
| ---------------------------------- | -------- |
| GameRankings (media al 30-01-2020) | 64,00%   |
| Metacritic (media al 30-01-2020)   | 62%      |
| Nintendo Power                     | 7,0/10   |
| Nintendojo                         | 6,8/10   |
| Gamerfeed                          | 3/5      |
| GotNext                            | 3/5      |
| GameZone                           | 7.0/10   |

Il gioco ha avuto un'accoglienza altalenante, ma comunque superiore alla sufficienza.